# Madeleine Malonga
Madeleine Malonga, född 25 december 1993 i Soisy-sous-Montmorency, är en fransk judoutövare.

## Karriär
I juli 2021 vid OS i Tokyo tog Malonga silver i 78 kg-klassen efter att ha förlorat finalen mot japanska Shori Hamada. Hon var även en del av Frankrikes lag som tog guld i mixlag.